# Gintaro įlanka (osada)
Gintaro įlanka, česky Jantarová zátoka, je osada v okolí zátoky Gintaro įlanka na pobřeží Kuršského zálivu Baltského moře na Kuršské kose v západní Litvě. Nachází se v Juodkrantė v seniorátu Juodkrantė ve městě/okrese Neringa v Klaipėdském kraji v Národním parku Kuršská kosa.

## Historie
Gintaro įlanka se rozvíjela hlavně po objevení ložiska baltského jantaru v bahnu a pískových sedimentech zátoky Gintaro įlanka v roce 1855. Výkopové práce probíhaly pouze v létě, asi 30 týdnů v roce a to ve třech směnách. Od roku 1860 do roku 1890 bylo v průměru vytěženo asi 75 tisíc kg jantaru ročně. Těžba byla ukončena v roce 1890. Během vykopávek byla na dně nalezena sbírka jantarových artefaktů, která se nazývá Jantarovým pokladem Juodkrantė a která je uložena v německém Göttingenu. Každoročně v červnu se zde koná tvůrčí sympozium rákosových soch, které je možno zhlédnout po celou letní sezónu a během podzimní rovnodennosti jsou sochy spáleny. V Gintaro įlanka je malý přístav a místo žije hlavně z turistismu.

## Další informace
Ve svazích nad Gintaro įlanka se nachází dřevěná plastika/stavba Garsų gaudyklė (Lapač zvuku) fungující jako velký megafon a také maják Juodkrantės švyturys (maják v Juodkrantė) na kopci Lapnugario kalnas. Přes Gintaro įlanka vede cyklostezka, naučné stezky a dálkové trasy, např. Pažintinis dendrologinis takas (Naučná dendrologická stezka), Juodkrantė: Bloksbergo promenada – Raganų kalnas, Svatojakubská cesta, Baltská pobřežní turistická trasa.

## Galerie

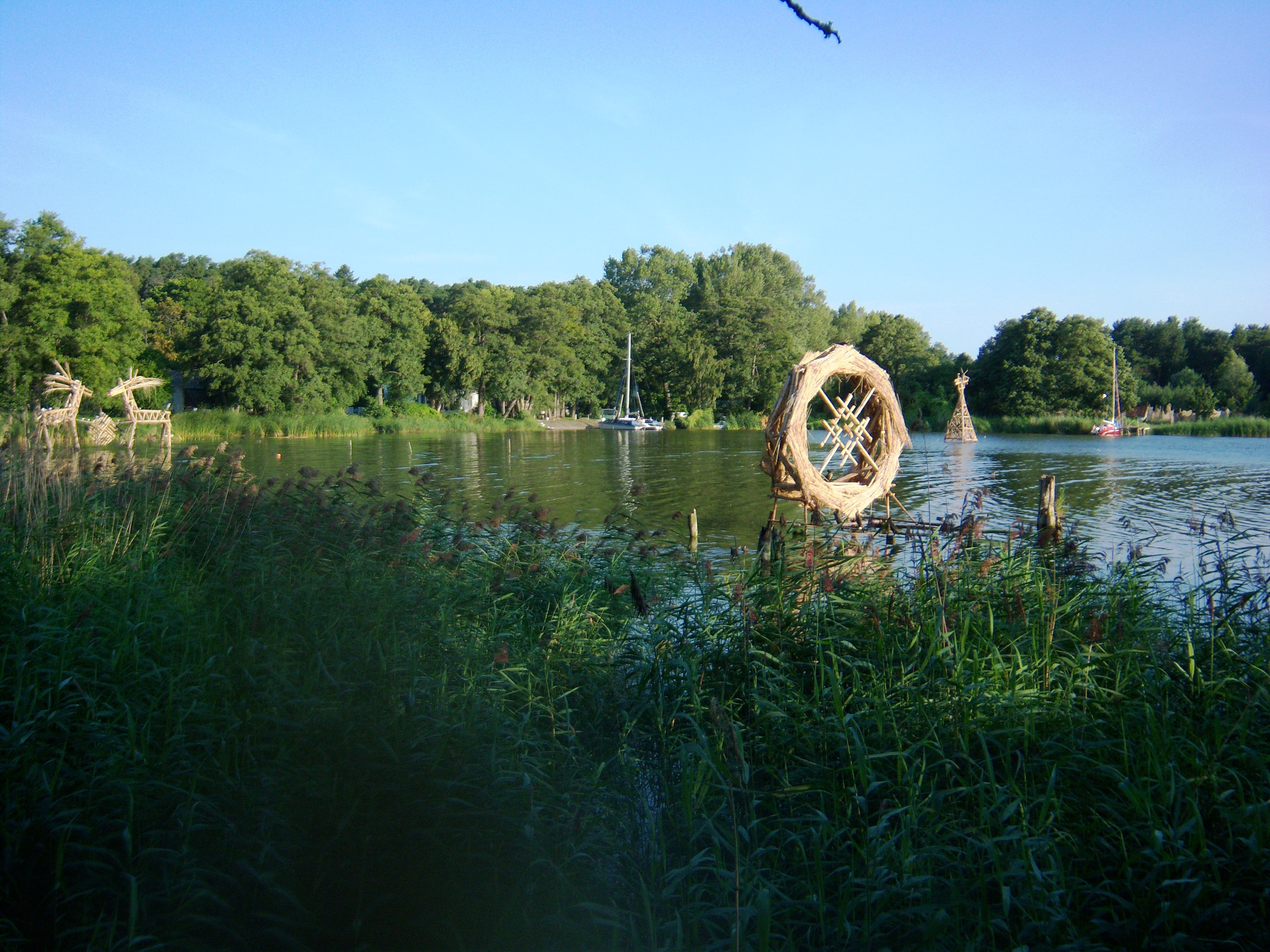
Zátoka Gintaro įlanka
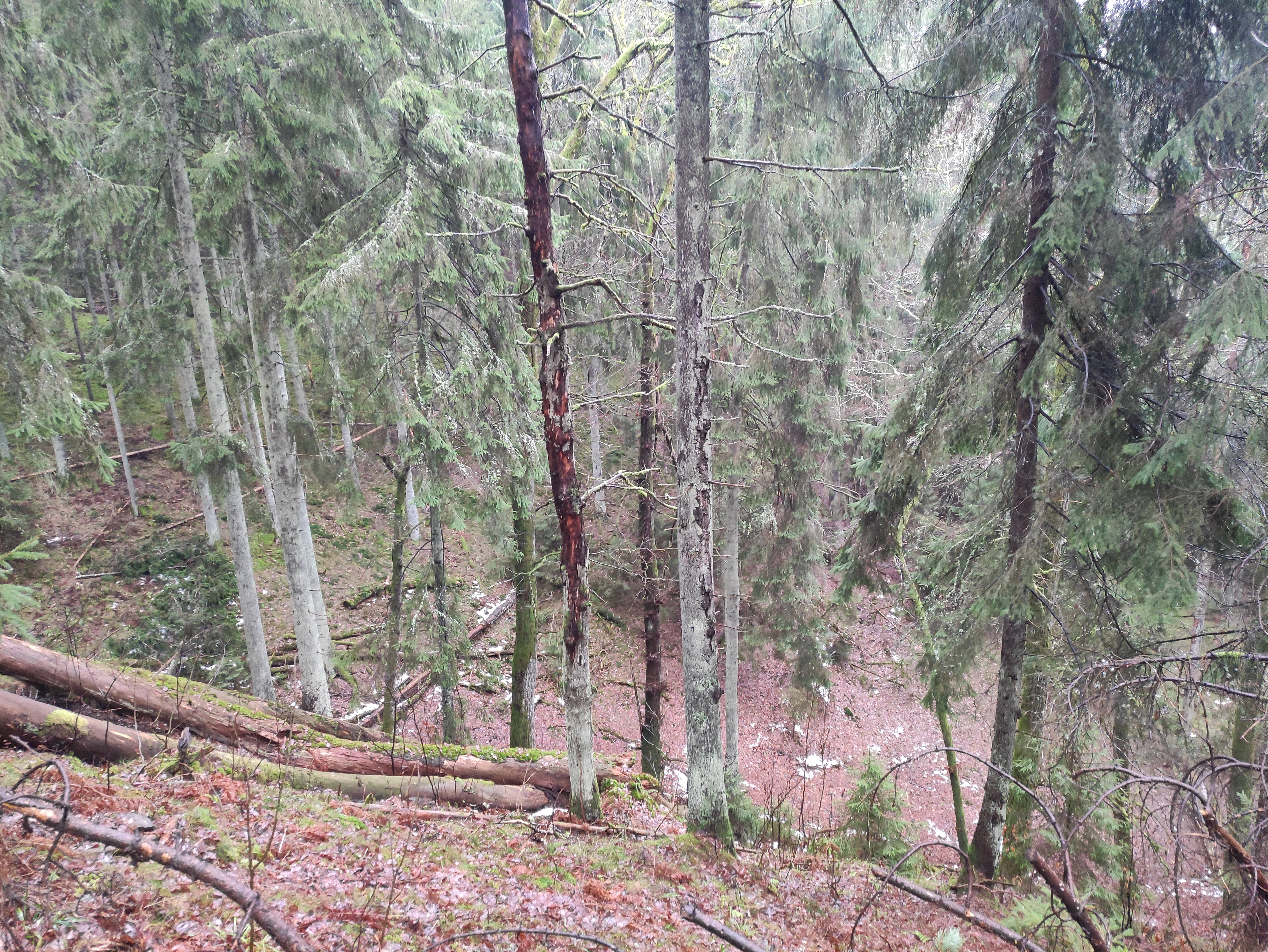
Griekinė
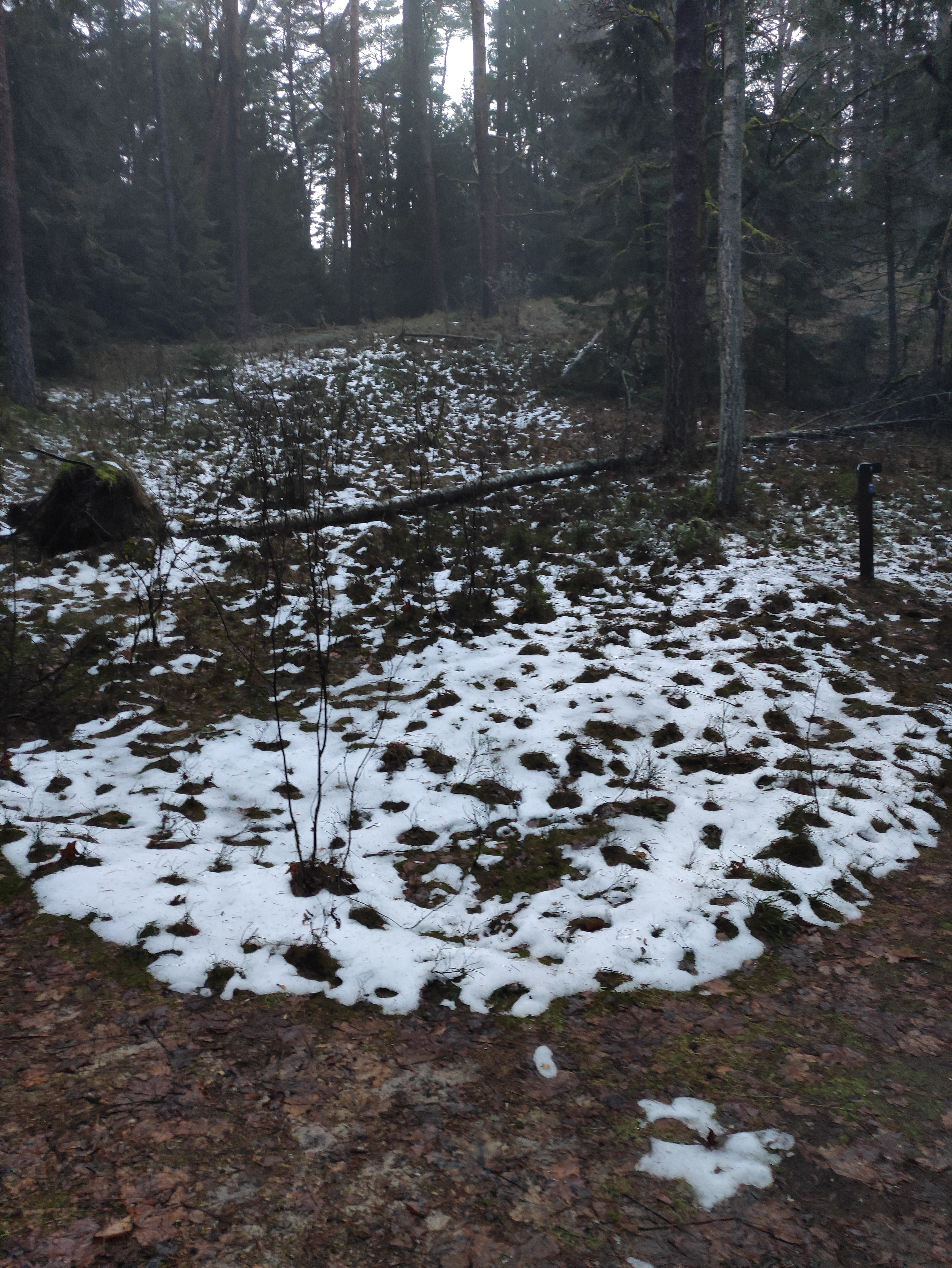
Pažintinis dendrologinis takas (Naučná dendrologická stezka)
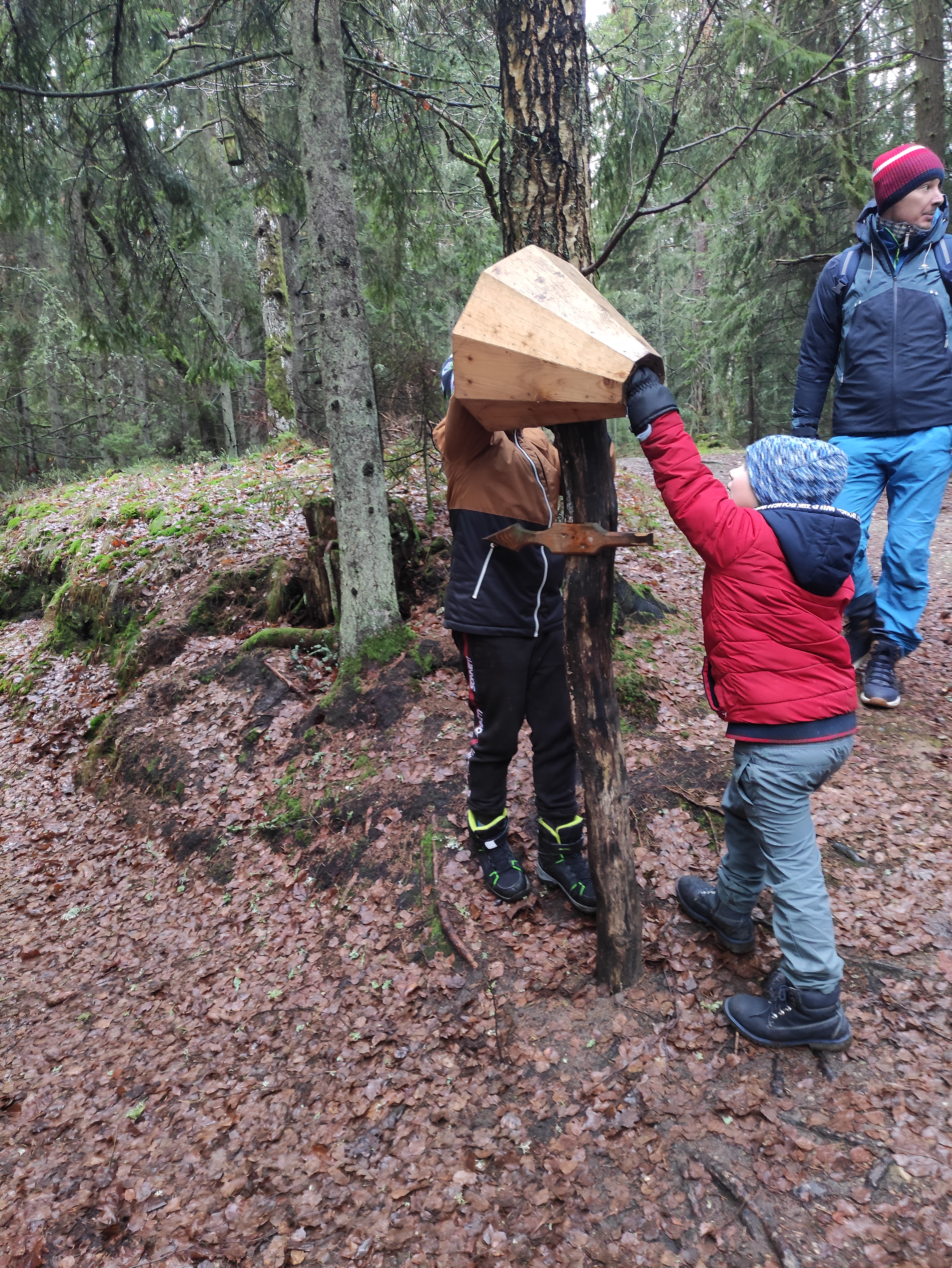
Cesta ke Garsų gaudyklė (Lapač zvuku)
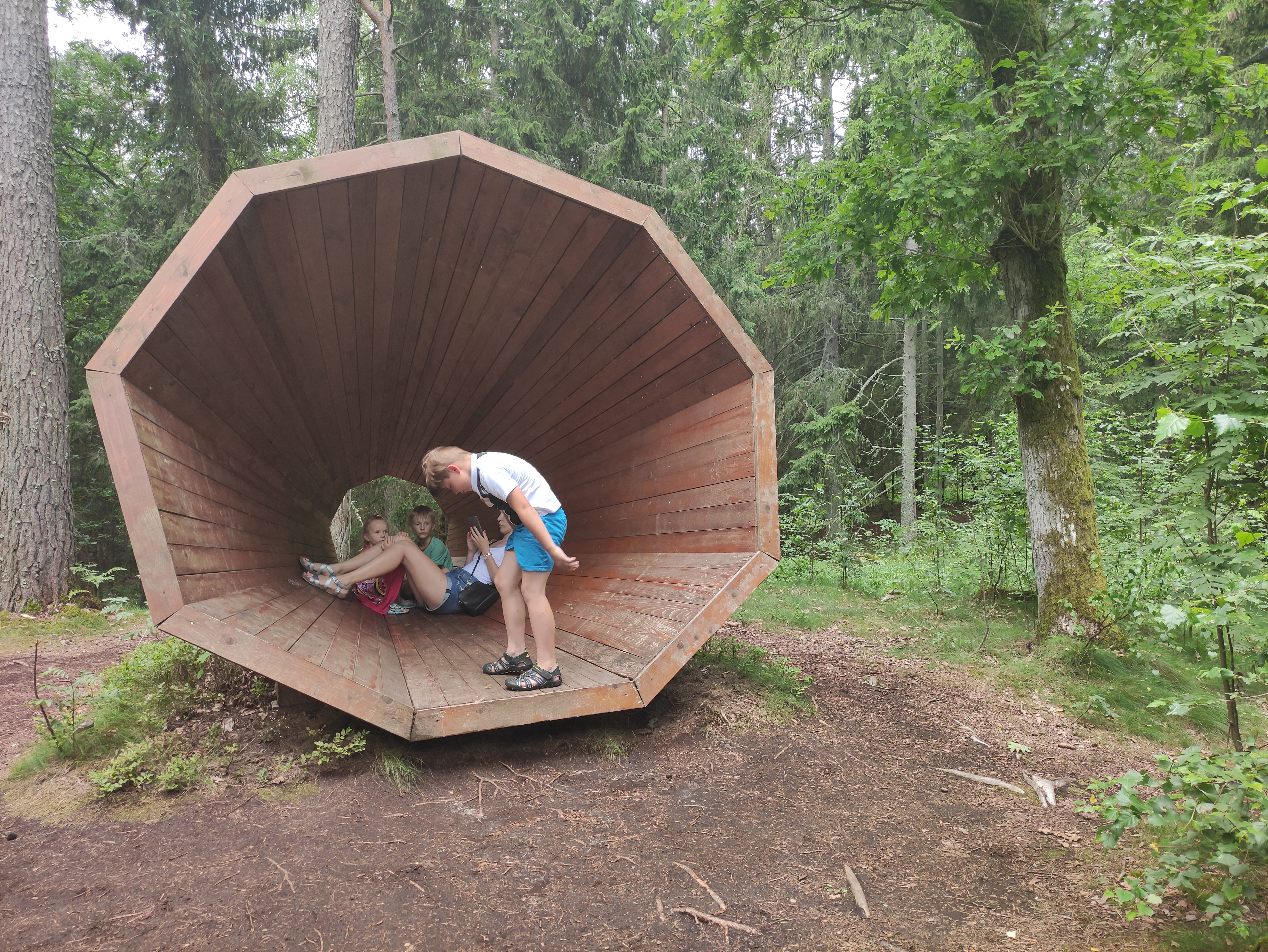
Garsų gaudyklė (Lapač zvuku)
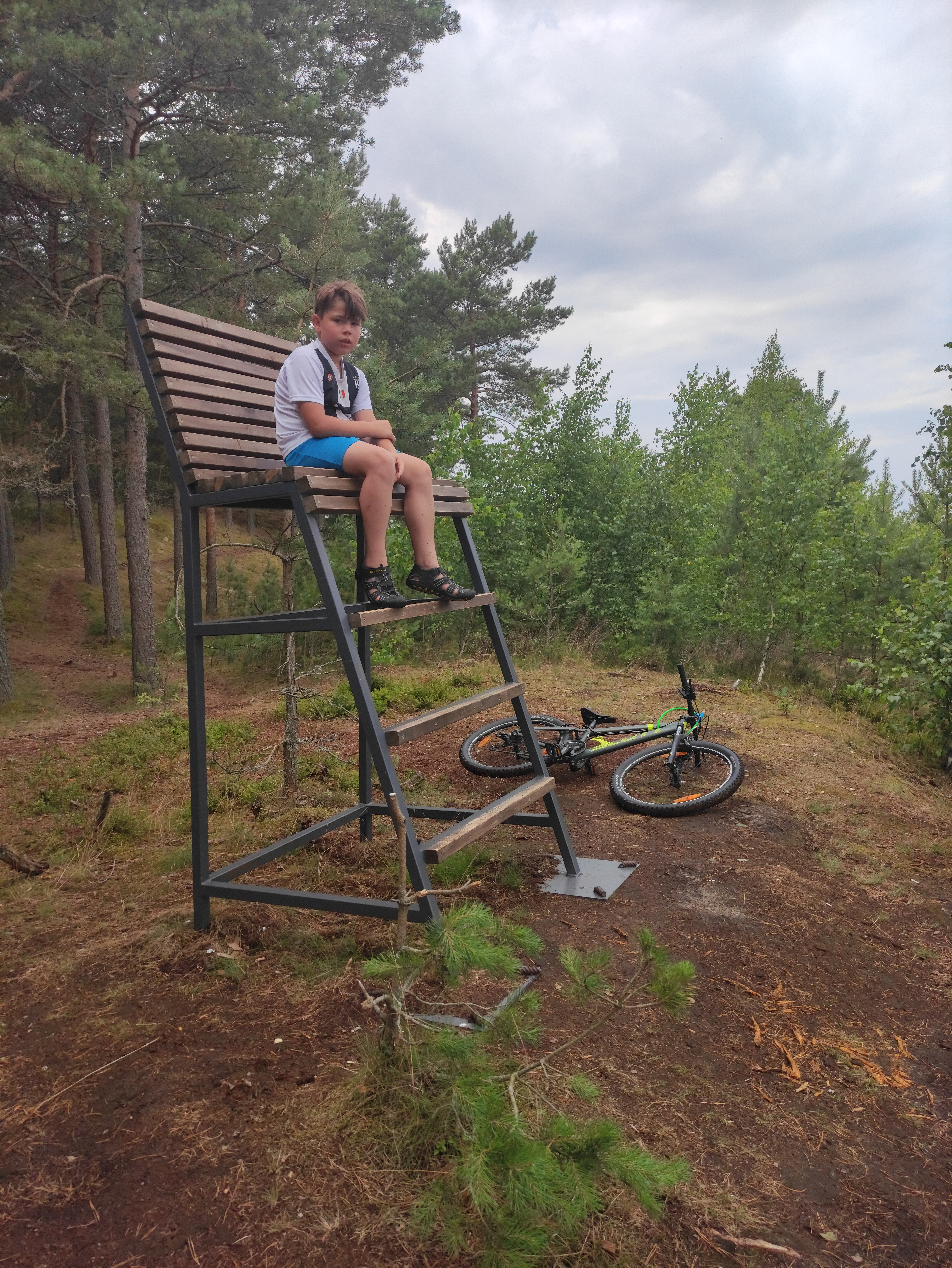
Lapnugario kalnas